# Karl Proisl
Karl Proisl, född 9 juli 1911 i Traisen, död 2 december 1949 i Belgrad, var en österrikisk kanotist.
Proisl blev olympisk silvermedaljör i C-2 1000 meter vid sommarspelen 1936 i Berlin.